# Tag der Republik (DDR)

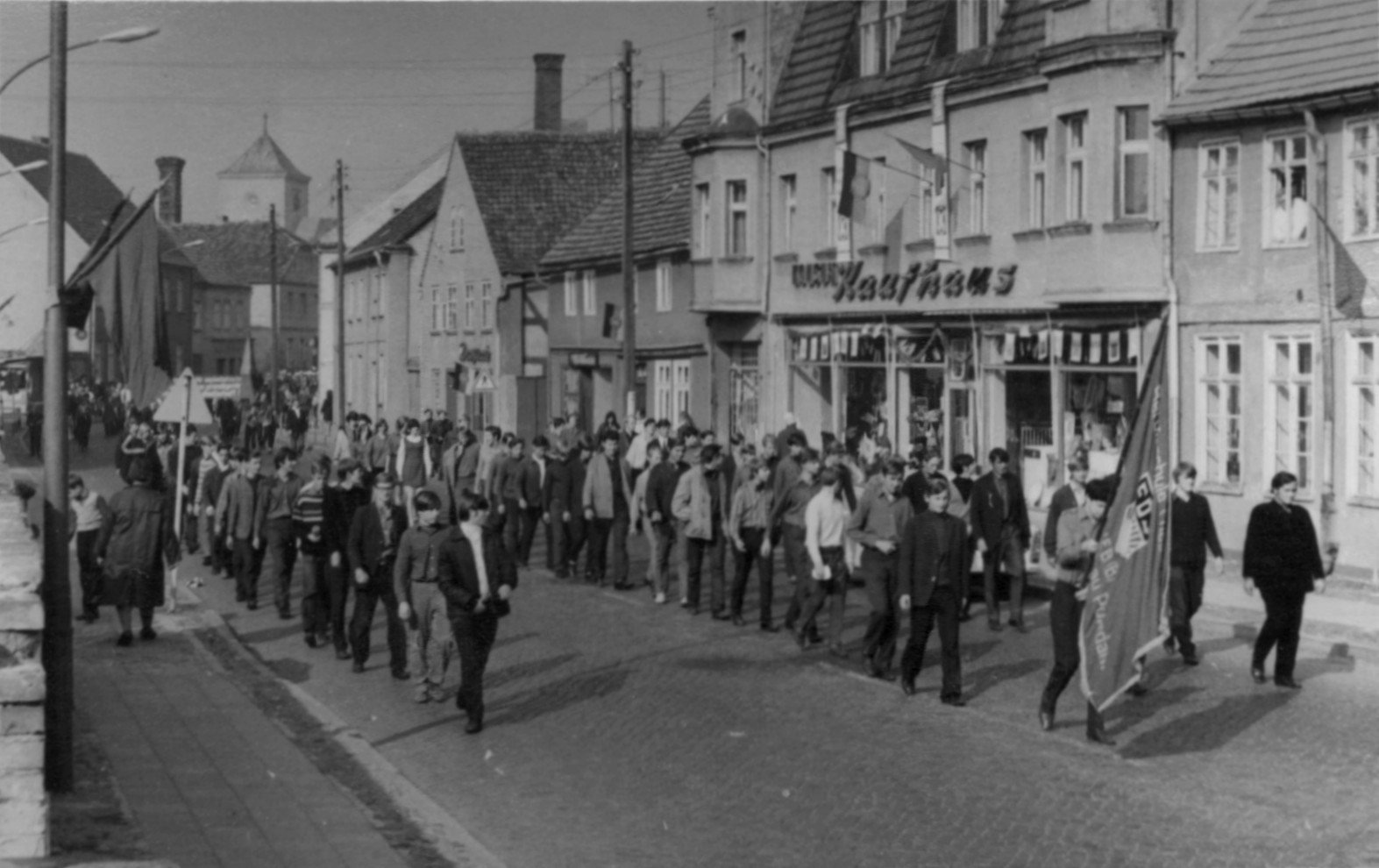
Feierlichkeiten der FDJ zum Tag der Republik in Friesack, 1969

Der Tag der Republik, auch Nationalfeiertag der Deutschen Demokratischen Republik (DDR), war der Staatsfeiertag der DDR und wurde von 1950 bis 1989 am 7. Oktober begangen.

## Geschichte

### Entstehung des Feiertags

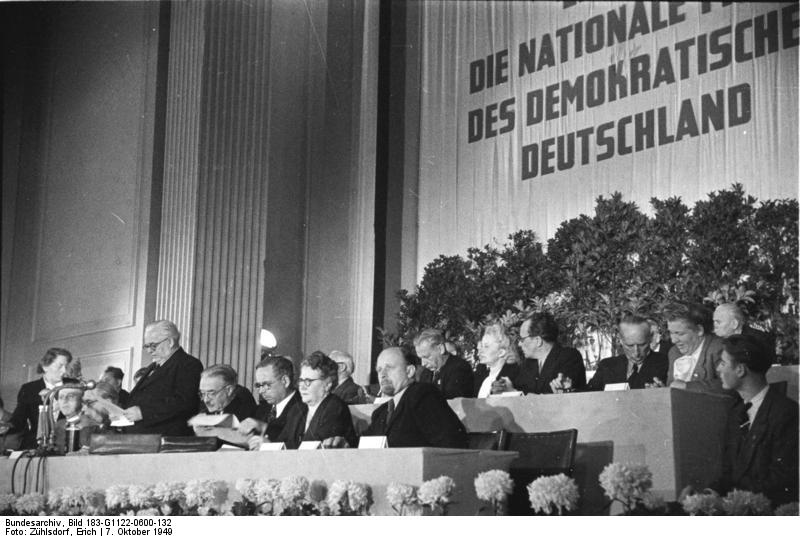
Konstituierende Tagung der Provisorischen Volkskammer am 7. Oktober 1949

Am 7. Oktober 1949 wurde die Deutsche Demokratische Republik im Gebiet der vorherigen Sowjetischen Besatzungszone gegründet. Die Provisorische Volkskammer setzte in ihrer konstituierenden Sitzung in Ost-Berlin die Verfassung der DDR in Kraft, knapp ein halbes Jahr nach Gründung der Bundesrepublik Deutschland durch Verabschiedung des Grundgesetzes am 23. Mai 1949. In den folgenden Tagen wurden die Regierung der DDR gebildet und der Präsident Wilhelm Pieck gewählt.

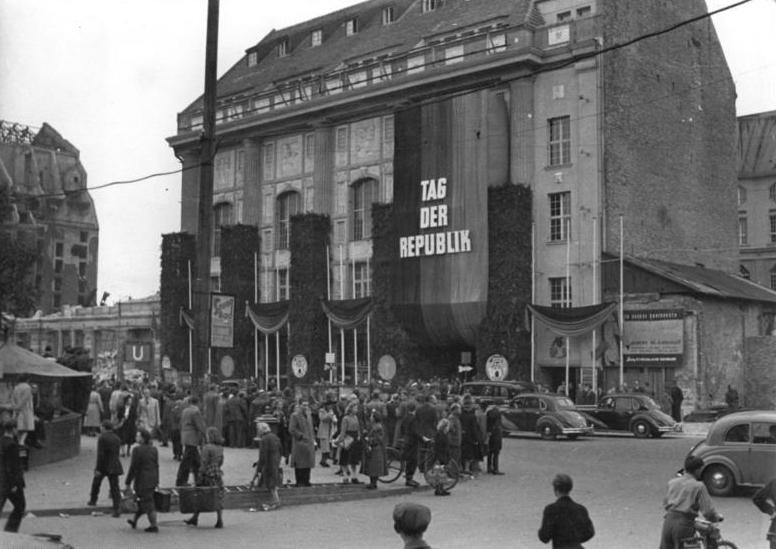
Der Admiralspalast in Berlin im Festschmuck zum Tag der Republik 1950

Am 21. April 1950 wurde der Tag der Republik am 7. Oktober zum Staatsfeiertag der DDR erklärt (zusammen mit dem Tag der Befreiung am 8. Mai).
Seitdem wurde er jährlich festlich begangen, mit staatlich organisierten Demonstrationen der Bevölkerung, offiziellen Festveranstaltungen und Volksfesten.
An diesem Tag wurden auch die Nationalpreise der DDR an verdiente Künstler, Wissenschaftler, Techniker und Aktivisten verliehen.
Außerdem wurden alle fünf Jahre Sonderbriefmarken zum Staatsgeburtstag der DDR herausgegeben.

### Militärparaden

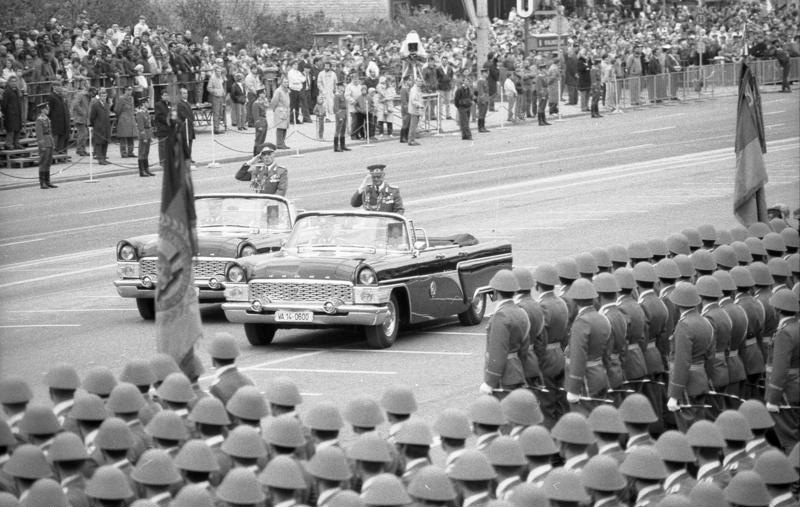
Die Generäle Stechbarth (links) und Keßler (rechts) nehmen in ihren Luxuslimousinen GAZ-13 Tschaika im Jahre 1988 die Parade der NVA zum 39. Jahrestag der DDR ab.

Seit den späten 1950er Jahren fanden an diesem Tag auch Militärparaden der neu gegründeten Nationalen Volksarmee in verschiedenen Städten statt. An der Ostsee gab es Flottenparaden der Marine. 
In Ost-Berlin wurden diese erst seit den frühen 1960er Jahren durchgeführt, wegen der Rücksichtnahme auf den besonderen Status der Stadt. Sie waren seitdem die zentrale Veranstaltung an diesem Tag  vor der Ehrentribüne der Partei- und Staatsführung. Es zogen dort auch Angehörige der Kampfgruppen der Arbeiterklasse, FDJ-Mitglieder und Werktätige in allen Bezirks- und Kreisstädten vorbei. 
Da die Militärparaden gegen den entmilitarisierten Status der Stadt verstießen und Ost-Berlin auch nicht als Hauptstadt der DDR akzeptiert wurde, führten diese regelmäßig zu Protestnoten der westlichen Siegermächte (Berlin-Frage). 
Seit den 1970er Jahren entwickelte sich der Tag in den meisten Städten mehr zum Volksfeiertag, ohne offizielle Demonstrationen der Bevölkerung, dafür mit Volksfestcharakter.

### Proteste
Am 7. Oktober 1977  kam es auf dem Berliner Alexanderplatz nach einem Rockkonzert zu gewaltsamen Auseinandersetzungen zwischen über tausend Jugendlichen und der Volkspolizei. Dabei wurden über hundert Personen verletzt und mehrere getötet.

Diese waren die größten Jugendproteste in der Geschichte der DDR.

Zu den Feierlichkeiten zum 40. Jahrestag der DDR am 7. Oktober 1989 kamen Michail Gorbatschow und weitere internationale Gäste. Sie waren bei der Ehrenparade der NVA und dem Vorbeimarsch von Werktätigen und FDJlern sowie beim abendlichen Festakt im Palast der Republik anwesend. Am Vortag hatte Gorbatschow seinen berühmten Satz gesagt: „Ich glaube, Gefahren warten nur auf jene, die nicht auf das Leben reagieren“, der von seinem Übersetzer als „Wer zu spät kommt, den bestraft das Leben“ wiedergegeben wurde (bezogen auf die reformunwillige SED-Führung).
Am Abend kam es in Berlin und weiteren Städten zu Massenprotesten, auf die Volkspolizei und Stasi-Einsatzkräfte teilweise mit brutaler Gewalt reagierten.
Dieses war der letzte offiziell begangene Tag der Republik in der DDR. Im nächsten Jahr, am 7. Oktober 1990 gab es diesen Staat nicht mehr und auch keine offiziellen Feierlichkeiten.

## Abzeichen
Zwischen 1954 und 1989 wurde zu jedem Jahrestag der DDR ein eigenes Abzeichen herausgegeben, das auch von den Teilnehmern an den offiziellen Feierlichkeiten getragen wurde. Sie bestanden überwiegend aus Kunststoff, in einigen wenigen Jahren wurden sie auch aus Metall hergestellt.

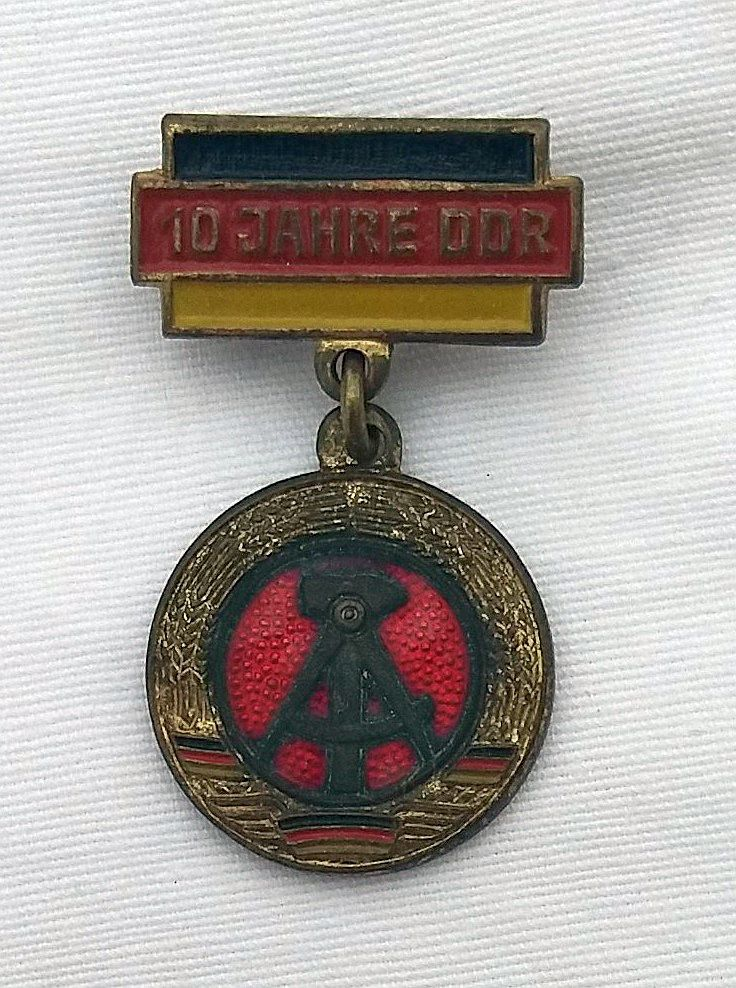
Abzeichen zum 10. Jahrestag der DDR
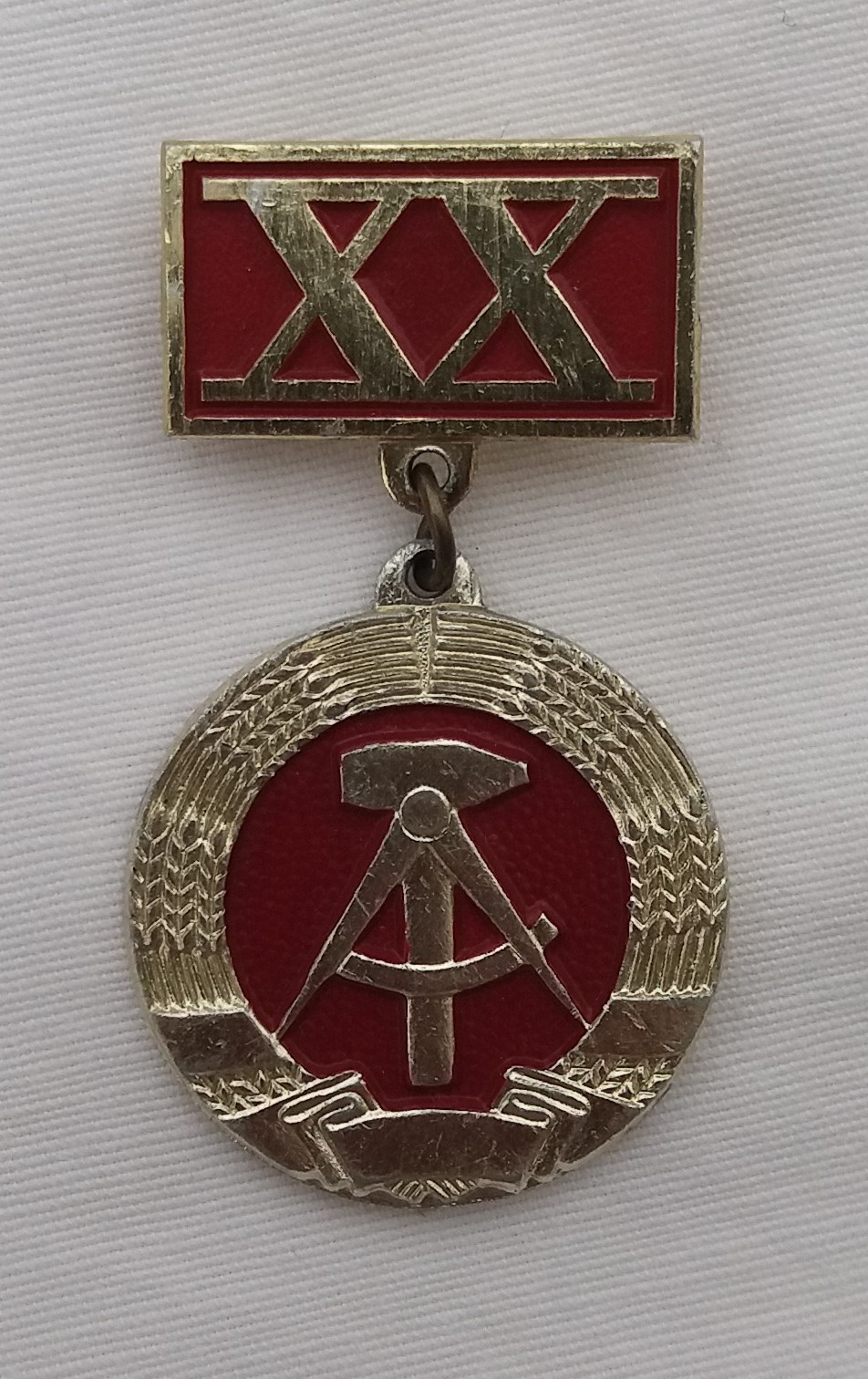
Abzeichen zum 20. Jahrestag der DDR
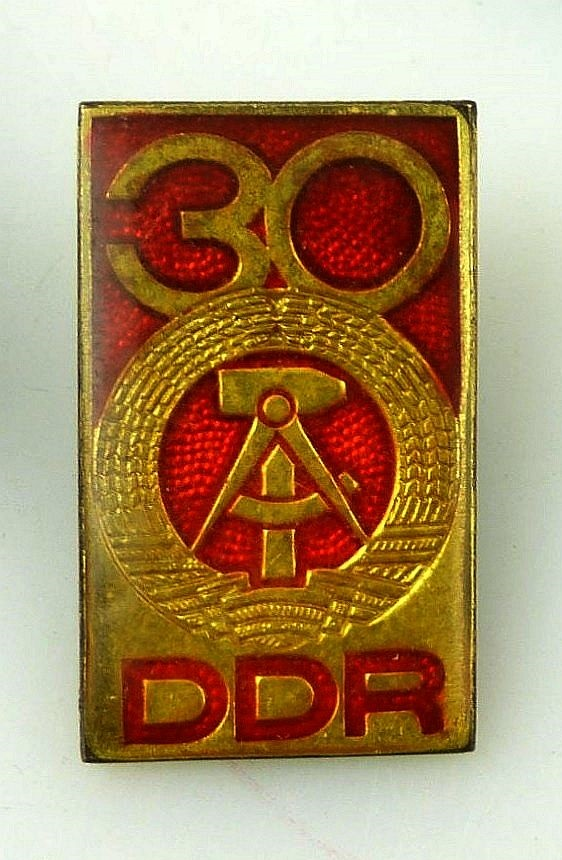
Abzeichen zum 30. Jahrestag der DDR
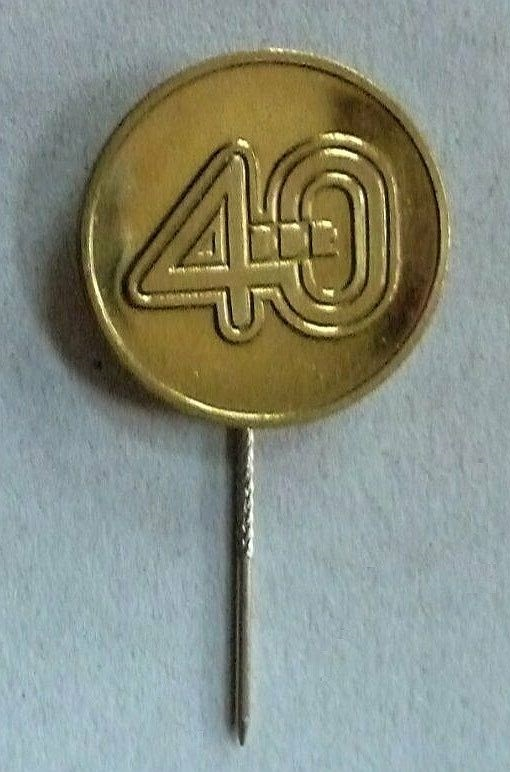
Abzeichen zum 40. Jahrestag der DDR